# جورج ورتینگتون (تنیس‌باز)
جورج ورتینگتون (انگلیسی: George Worthington؛ زاده ۱۰ اکتبر ۱۹۲۸ درگذشته) یک تنیس‌باز اهل استرالیا بود.